# Campionati mondiali di badminton 2010
I campionati mondiali di badminton 2010 (in inglese 2010 BWF World Championships) sono stati la 18ª edizione dei campionati mondiali di badminton.
La competizione si è svolta dal 23 al 29 agosto a Parigi, in Francia.

## Medagliere
| Posiz. | Nazione       | Oro | Argento | Bronzo | Totale |
| ------ | ------------- | --- | ------- | ------ | ------ |
| 1      | Cina          | 5   | 3       | 3      | 11     |
| 2      | Indonesia     | 0   | 1       | 1      | 2      |
| 3      | Malaysia      | 0   | 1       | 0      | 1      |
| 4      | Taipei cinese | 0   | 0       | 2      | 2      |
| 4      | Danimarca     | 0   | 0       | 2      | 2      |
| 4      | Corea del Sud | 0   | 0       | 2      | 2      |
| Totale | Totale        | 5   | 5       | 10     | 20     |

## Podi
| Evento              | Oro                | Argento                      | Bronzo                        |
| Singolare maschile  | Chen Jin           | Taufik Hidayat               | Park Sung-hwan                |
| Singolare maschile  | Chen Jin           | Taufik Hidayat               | Peter Gade                    |
| Singolare femminile | Wang Lin           | Wang Xin                     | Tine Rasmussen                |
| Singolare femminile | Wang Lin           | Wang Xin                     | Wang Shixian                  |
| Doppio maschile     | Cai Yun Fu Haifeng | Koo Kien Keat Tan Boon Heong | Guo Zhendong Xu Chen          |
| Doppio maschile     | Cai Yun Fu Haifeng | Koo Kien Keat Tan Boon Heong | Markis Kido Hendra Setiawan   |
| Doppio femminile    | Du Jing Yu Yang    | Ma Jin Wang Xiaoli           | Cheng Shu Zhao Yunlei         |
| Doppio femminile    | Du Jing Yu Yang    | Ma Jin Wang Xiaoli           | Cheng Wen-Hsing Chien Yu-chin |
| Doppio misto        | Zheng Bo Ma Jin    | He Hanbin Yu Yang            | Ko Sung-hyun Ha Jung-eun      |
| Doppio misto        | Zheng Bo Ma Jin    | He Hanbin Yu Yang            | Lee Sheng-mu Chien Yu-chin    |